# Lonchodes femoralis
Lonchodes femoralis är en insektsart som beskrevs av Brunner von Wattenwyl 1907. Lonchodes femoralis ingår i släktet Lonchodes och familjen Phasmatidae. Inga underarter finns listade i Catalogue of Life.